# Зала (Церкниця)
Зала (словен. Zala) — поселення в общині Церкниця, Регіон Нотрансько-крашка, Словенія. Висота над рівнем моря: 842,3 м.